# Wyrzutnik bomb Świąteckiego

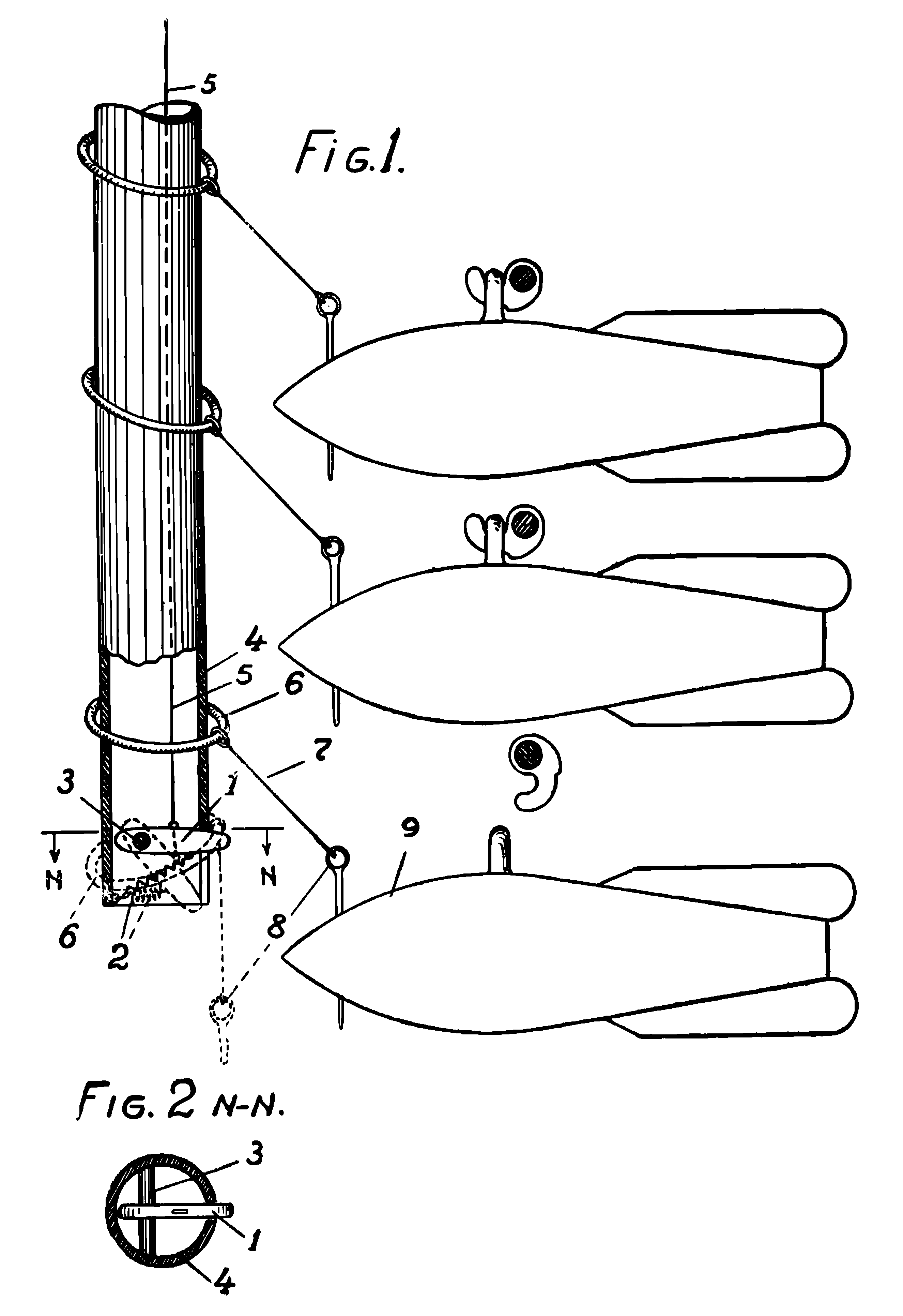
Rysunek z opisu patentowego zgłoszonego 8 października 1932 r.

Wyrzutnik bomb Świąteckiego – wyrzutnik bomb, masowo stosowany podczas II wojny światowej w bombowcach polskich i alianckich.

## Historia
Wyrzutniki bombowe działały według systemu opracowanego w 1923 roku przez polskiego inżyniera i wynalazcę Władysława Świąteckiego, który opatentował go w wielu krajach. Od 1930 roku wynalazca produkował go samodzielnie we własnej wytwórni w Lublinie, stale ulepszając konstrukcję. Pierwszy raz wyrzutnik zastosowano w Polsce już w 1925 roku. M.in. wyrzutniki Świąteckiego montowała w samolotach importowanych Cant Z-506B polska Marynarka Wojenna. Od 1937 roku Świątecki sprzedawał licencje na wynalazek do Francji – do Gardy oraz do Włoch – do Caproni. Ofertę montażu swoich wyrzutników Świątecki złożył do projektowanego przed wojną polskiego samolotu bombowego PZL.37 Łoś, ale jej nie przyjęto ze względu na tarcia personalne pomiędzy wynalazcą a Dowództwem Lotnictwa. Zamiast tego zastosowano w Łosiu wyrzutniki opracowane przez PZL z zamkami Alcana, które często ulegały awariom i wymagały wielu kosztownych przeróbek. Ostatecznie w samolocie zastosowano elektryczne automaty bombardierskie Świąteckiego P-37A, umożliwiające jedynie zrzut mechaniczny. Nie doszło również do wykorzystania wyrzutników Świąteckiego w lekkim polskim bombowcu PZL.23 Karaś.
Po kampanii wrześniowej wynalazca przedostał się do Francji, a później do Wielkiej Brytanii. Tam przekazał brytyjskiemu Ministerstwu Produkcji Lotniczej swój ulepszony pomysł wyrzutnika bomb, dopracowany w 1941 roku. Brytyjczycy rozpoczęli masową produkcję wyrzutników opartych na zasadzie wynalazku Świąteckiego. W Wielkiej Brytanii wyprodukowano ponad 165 tys. takich wyrzutników instalowanych w bombowcach brytyjskich, w tym również w ciężkim bombowcu Avro Lancaster. Wyrzutniki Świąteckiego po przeróbkach umożliwiały wyrzucanie najcięższych ówcześnie bomb Grand Slam.
W 1943 roku inny wynalazca polski, Jerzy Rudlicki, rozwinął koncepcję Świąteckiego, opracowując specjalny wyrzutnik do bombardowań powierzchniowych z dużej wysokości, które stosowane były w bombowcach amerykańskich B-17 Flying Fortress.